# Suchiniczi-Uzłowyje
Suchiniczi-Uzłowyje (ros. Сухиничи-Узловые) – węzłowa stacja kolejowa w miejscowości Suchiniczi, w rejonie suchinickim, w obwodzie kałuskim, w Rosji. Położona jest na liniach Moskwa – Briańsk – Kijów oraz Smoleńsk – Tuła.
Na linii Moskwa – Briańsk – Kijów (strona południowa) posiada dwa perony z trzema krawędziami peronowymi; natomiast na linii Smoleńsk – Tuła (strona północna) jeden peron z jedną krawędzią peronową. Budynek dworcowy zlokalizowany jest pośrodku stacji.

## Historia
Stacja powstała w czasach carskich. Położona była na dwóch liniach: Kolei Moskiewsko-Kijowsko-Woroneskiej oraz Kolei Smoleńsko-Ranienburskiej. Na Kolei Moskiewsko-Kijowsko-Woroneskiej zlokalizowana była pomiędzy stacjami Kudrinskaja i Suchiniczi-Gławnyje; natomiast na linii smoleńsko-ranienburskiej pomiędzy stacjami Szlipowo i Muzalewka.

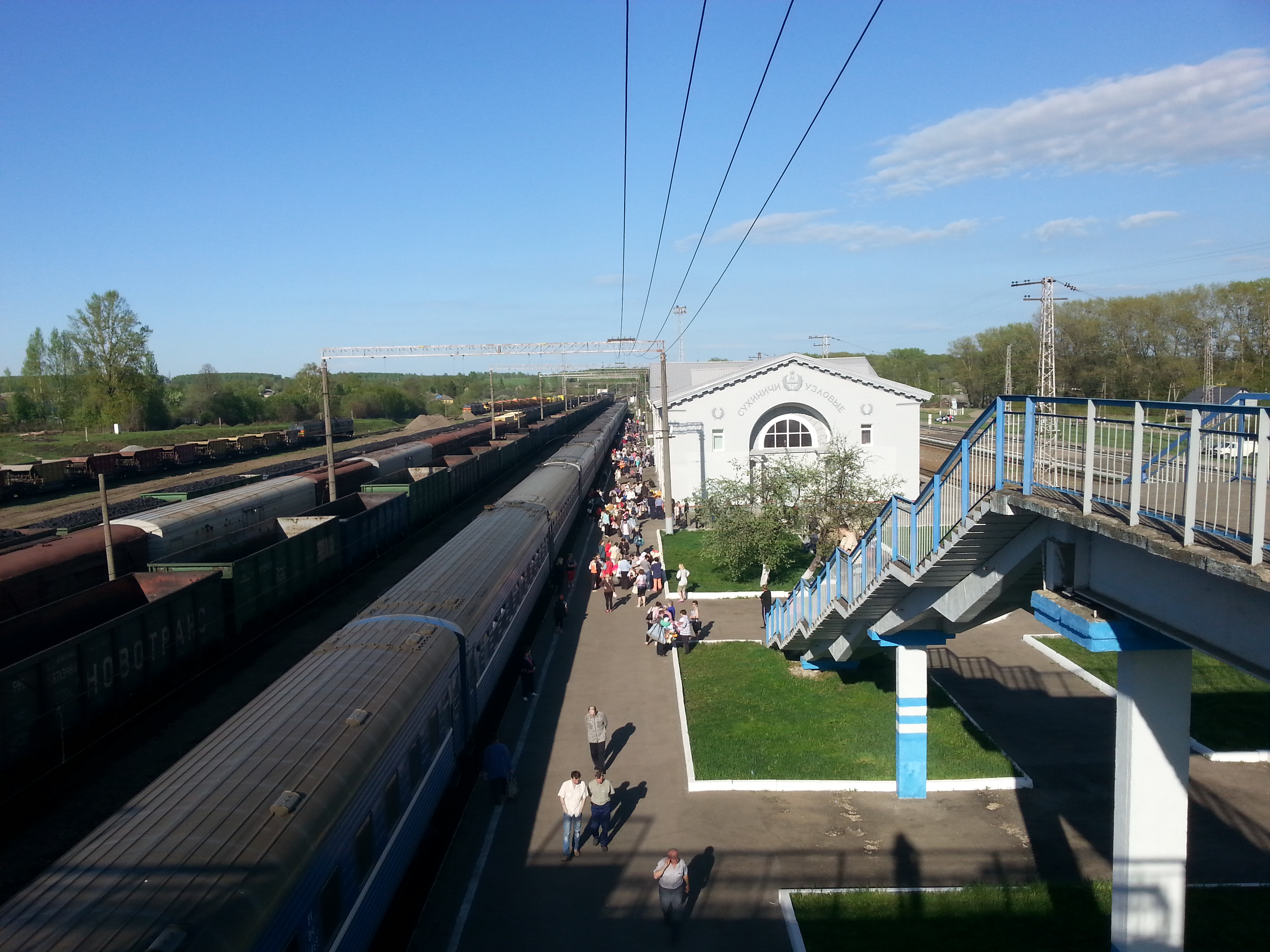
Strona północna (Smoleńsk - Tuła); widok w kierunku Tuły